# Rudi Stark
Rudi Arthur Stark (* 16. August 1914 in Berlin; † 23. Oktober 1989 ebenda) war ein deutscher Schauspieler, Regisseur und Hörspielsprecher, der vor allem durch seine Kindersendungen im Radio und Fernsehen bekannt wurde.

## Leben und Wirken
Rudi Stark war gelernter Buchhändler. Er absolvierte seine Ausbildung an der privaten Schauspielschule, die Werner Kepich zusammen mit seiner Frau Luise in Berlin führte, 1939 debütierte er am Rose-Theater in Berlin. 1941–45 wirkte er als Schauspieler und Regisseur am Landestheater Neustrelitz. 1946–1954 bespielte er die großen Bühnen in Berlin und begann seine Film- und Rundfunktätigkeit, die dann immer mehr in den Vordergrund drang. Er spielte u. a. in einer Folge der Fernsehserie Kinderstunde von Ilse Obrig und in Fritz Genschows Märchenfilm Rumpelstilzchen (1960).
Berühmt aber wurde er durch seine Kinderhörspielserie Funkbericht aus Kasperlehausen, die seit den 1950er-Jahren bis etwa 1970 am Sonntagnachmittag einmal im Monat im Radio (Sender Freies Berlin) lief. Die Programmansage lautete stets: „Und hier ist wieder Rudi Stark mit seinem Funkbericht aus Kasperlehausen“. Er sprach in unnachahmlicher Art – mit seiner sich fast überschlagenden fröhlichen Stimme – den Kasper selbst. Weitere starke Charaktere dieser Rundfunkreihe waren Kaspers Frau Liese, sein Freund Sepp, Jockl (ein aufgeweckter Junge), Muhme Mux und Muhme Mausig, Mutter Malwine (die Frau des Nachtwächters) und die Räuber Wanst und Neff. Es war immer etwas los in dem fiktiven Ort Kasperlehausen. Und wenn die tiefen Stimmen der Räuber zu hören waren, wurde es so richtig spannend. Sie sangen gern „Rechten, Linken, Speck und Schinken, seh' ich in der Ferne winken“ und der nicht ganz so schlaue Räuber Neff hatte immer den Running Gag mit dem Spruch „Ja, Wanst, du kannst“. So zog Rudi Stark die Kinder in den Bann und hatte als Kasper natürlich stets eine Lösung für alle Probleme parat.
Ab 1958 wurde diese Serie auch für das Fernsehen (SFB) adaptiert und regelmäßig als Puppenspiel in der ARD ausgestrahlt – unter Beibehaltung der Figuren und des fiktiven Ortes „Kasperlehausen“. Autorin der Fernsehadaption war die Puppengestalterin und Puppenspielerin Johanna Schüppel, die auch die Figur des SFB-Sandmännchens entwickelte. Sie ist die Schwester der Komponistin und Musiktherapeutin Maria Schüppel (1923–2011).

## Filmografie (Auswahl)
- 1958: Kinderstunde mit Ilse Obrig ab 4 Jahren. Kasperle ist wieder da (SFB). Sendetermin: 12. Februar 1958, 17:00 Uhr, in der ARD.[10]
- 1958: Sommerfest in Kasperlehausen. Bestimmt geht das Fest nicht ohne Spaß und Neckerei ab, denn Kasper und Sepp machten schon ihre berühmt-berüchtigten verschmitzten Gesichter, als wir sie besuchten, um etwas über ihre Vorbereitungen zu erfahren. Tante Dörchen aus dem Kramladen war gerade dabei, ihren Frühlingshut in einen Sommerhut zu verwandeln, und in Lieses Küche roch es verlockend nach frischen Pfannküchlein! Der Bürgermeister von Kasperlehausen ließ seinen Zylinder putzen und der Wachtmeister bemerkte verdrossen: „Ich muss alles zu Protokoll nehmen!“ Was das sein wird, erfahren die Jungen und Mädel, die am heutigen Sommerfest am Bildschirm teilnehmen (Ab 4, SFB). Sendetermin: 31. Juli 1958, 17:00 Uhr, in der ARD.[11]
- 1958: Kinderstunde mit Ilse Obrig ab 5 Jahren. Kasperle ist wieder da (SFB). Sendetermin: 25. September 1958, 17:00 Uhr, in der ARD.[12]
- 1958: Kasperle im Märchenschloss. Während sich Kasperle sonst mit allerlei Problemen abgeben muss, die die zuschauenden Kinder auch aus ihrem eigenen kleinen Leben kennen – wie das genaue Beachten der Verkehrsregeln, das Ordnunghalten, Verlässlich- und Pünktlichsein –, so soll er in der heutigen Sendung einmal wunschgemäß das Märchenschloss von Kasperlehausen besuchen. Was er dort mit seinem treuen Freund Sepp und seiner tüchtigen Frau Liese erlebt, wollen wir noch nicht verraten ... (Ab 8, SFB). Sendetermin: 27.  Mai 1958, 17:00 Uhr, in der ARD.[13]
- 1960: Kasperle und die Rolltreppe. Ein lustiges Spiel mit den Fernsehpuppenspielern (Kinderstunde, SFB). Sendetermin: 29. Januar 1960, 17:00 Uhr, in der ARD.[14]
- 1960: Rumpelstilzchen (Fernsehfilm für den WDR) – Regie: Fritz Genschow[4]
- 1961: Wir feiern Fasching. Mit Ilse Obrig und den Fernsehkindern Grete Naue und ihren Tanzkindern, und Rudi Stark mit den Fernsehpuppenspielern. Die Fernsehkinder und Ilse Obrig zeigen, wie man sich noch in letzter Minute ein paar lustige Kostüme oder einen wirkungsvollen Kopfputz für den Faschingsdienstag basteln kann. Außerdem: Was gehört zu einer Zirkusvorstellung? Zuletzt sind alle in Kasperlehausen zu Gast (SFB). Sendetermin: 14. Februar 1961, 17:00 Uhr, in der ARD.[15]
- 1963: Spiel und Spaß und noch etwas. Heute mit drei Beiträgen, die Kinder am Fernsehschirm vom Zuschauen zum aktiven Mitgestalten führen sollen: Schwan, kleb an!: Ilse Obrig erzählt ein Märchen zu Scherenschnitten von Anne Wichtel und Helene Paetznick. Bimmel, Bammel und Bommel: Kinder basteln Fadenpuppen mit J. Schüppel. Abenteuer in Kasperlehausen: Ein lustiges Puppenspiel mit Rudi Stark (SFB). Sendetermin: 19. Februar 1963, 17:00 Uhr, in der ARD.[16]
- 1964: Der geschenkte Tag. Ein Kasperlespiel von Johanna Schüppel mit Rudi Stark und den Puppenspielern (SFB). Sendetermin: 29. Februar 1964, 14:30 Uhr, in der ARD.[17][18]
- 1965: Zauberer Funkelzorn und die schlampige Trulle. Rudi Stark zeigt ein neues Kasperlespiel von Johanna Schüppel (Ab 6, NDR). Sendetermin: 27. Februar 1965, 14:45 Uhr, in der ARD[19].
- 1971: Hören – Lesen – Spielen – Raten. Mit Inge Schottmann und Rudi Stark. Inge Schottmann lässt heute die Kinder Tonbänder hören und dazu den richtigen Takt schlagen. Außerdem lässt sie dazu kleine Spielszenen erfinden oder Szenen aus bekannten Büchern 'dramatisieren' (Kinderstunde, SFB). Sendetermin: 21. Januar 1971, 16:20 Uhr, in der ARD.[20]

## Hörspiele (Auswahl)
Die ARD-Hörspieldatenbank enthält für den Zeitraum von 1949 bis 1978 (Stand: März 2024) 54 Datensätze, bei denen Rudi Stark als Sprecher geführt wird. Dazu kommen noch etwa 200 Hörspiele der Serie Funkbericht aus Kasperlehausen (Sender Freies Berlin), die noch nicht in der ARD-Hörspieldatenbank erfasst sind.
- 1949: Aristophanes: Lysistrata (ein Bote) – Regie: Carlheinz Riepenhausen (Berliner Rundfunk)
- 1964: Erdmann Graeser: Die Koblanks (Folge 1). Damals war’s – Geschichten aus dem alten Berlin (Geschichte Nr. 1 in 12 Folgen) – Regie: Ivo Veit (RIAS Berlin)
- 1968: Erdmann Graeser: Die Eisrieke (Folge 1). Damals war’s – Geschichten aus dem alten Berlin (Geschichte Nr. 9 in 12 Folgen) – Regie: Ivo Veit (RIAS Berlin)
- 1971: Cornelia Schöner: Drei Spatzen unterm Dach (Folge 1–10). Damals war’s – Geschichten aus dem alten Berlin (Kutscher Puhlmann) (Geschichte Nr. 14 in 10 Folgen) – Regie: Ivo Veit (RIAS Berlin)
- 1972: Anonymus: Aucassin und Nicolette (2. Hirt) – Regie: Siegfried Niemann (SFB)
- 1973: Theodor Ziegler: Die Havelnixe (Folge 1–10). Damals war’s – Geschichten aus dem alten Berlin (Gendarm) (Geschichte Nr. 18 in 10 Folgen) – Regie: Ivo Veit (RIAS Berlin)
- 1976: Alfred Andel: Krösus Krause (Folge 1–12). Damals war’s – Geschichten aus dem alten Berlin (Herr Buse, ein Nachbar) (Geschichte Nr. 24 in 12 Folgen) – Regie: Ivo Veit (RIAS Berlin)
- 1977: Erich Jakob: Wilhelm Wittes Witwen (Folge 1–12). Damals war’s – Geschichten aus dem alten Berlin (Kellner) (Geschichte Nr. 25 in 12 Folgen) – Regie: Ivo Veit (RIAS Berlin)
- 1978: Peter Lustig, Elfie Donnelly: Das Charlottenburger Schlossgespenst (1. und 2. Teil) (Der Kastelan) – aus der Serie: Tam Tam ganz groß. – Regie: Ulrich Herzog (SFB) (2017 erschienen auf CD bei Pidax Film Media Ltd.)